# Thalassa (psychanalyse)
 (mars 2012).
 (juillet 2020).
- Si vous ne connaissez pas le sujet, laissez ce bandeau (vous pouvez alors contacter les auteurs).
- Si vous supprimez le contenu mis en cause (vous pouvez préalablement contacter les auteurs),

argumentez précisément cette suppression dans la page de discussion
(un manque de référence n'est pas un argument ; une recherche réelle de référence doit avoir été effectuée, être formellement documentée).
Pour les articles homonymes, voir Thalassa.
Thalassa, essai sur la théorie de la génitalité est un article de Sándor Ferenczi étudiant l'évolution ontogénétique et phylogénétique de la vie sexuelle humaine à la lumière de la psychanalyse. 
Commencée en 1914 lors d'une démobilisation en traduisant en hongrois les Trois essais sur la théorie de la sexualité, sa théorisation est présentée à Freud en 1915 à Pápa, mais n'est formalisée que plus tard.
L'article est paru d'abord en allemand, en 1924, dans le tome XV de la Internationale Psychoanalytische Bibliothek. Une traduction hongroise, revue et corrigée par l'auteur et parue en 1928, constitue sa version définitive, celle qui sert de base à la traduction française dans les Œuvres complètes, Psychanalyse III (1919-1926). L'article était déjà paru en français dans la Petite bibliothèque Payot sous le titre Thalassa, psychanalyse des origines de la vie sexuelle, avec une préface de Nicolas Abraham.

## Résumé
A. Partie ontogénétique
- 1. L'amphimixie des érotismes dans le processus d'éjaculation

Partant d'une analyse de l'éjaculation précoce et de son contraire, l'éjaculation retardée, l'auteur en vient à décrire le processus normal d'éjaculation comme la coopération efficace des innervations urétrale et anale, comme une fusion, une amphimixie des érotismes anal et urétral : dès la pénétration, pendant toute la période de friction a lieu une lutte entre la tendance à l'évacuation (urétrale) et la tendance à la rétention (anale), lutte où la tendance urétrale finit par l'emporter. Cette double direction de l'innervation se manifeste peut-être également dans le mouvement de va-et-vient de la friction, où la pénétration correspondrait à la tendance éjaculatrice et le retrait à l'inhibition chaque fois répétée.
- 2. Le coït comme processus amphimictique

Mais le coït fusionne bien plus que l'excitation des organes excréteurs. L'activité de tous les organes, qui donnent à l'enfant chacun de son côté une satisfaction complète, ne servent chez l'adulte que de préliminaire au déclenchement du mécanisme génital, assurant la décharge érotique pour l'organisme tout entier. Ces préliminaires ont pour fonction de favoriser l'identification mutuelle des partenaires, de sorte que l'homme « n’est plus obligé d'éprouver le sentiment d'avoir confié le plus précieux de ses organes, le représentant de son moi plaisir, à un milieu étranger et dangereux. » Il apparaît ainsi que toute l'évolution de la sexualité ne peut avoir pour but qu'une tentative « de retourner dans le corps maternel », sur un mode hallucinatoire seulement pour l'organisme, sous une forme symbolique quant au pénis, de façon réelle pour le sperme.
- 3. Le développement du sens de réalité érotique et ses stades

Avant d'accéder à la fonction proprement génitale, savoir au « sens de réalité érotique », l'enfant passe par les phases érotiques orale (amour d'objet passif pour le sein), cannibale (poussée des dents et désir agressif de dévoration) et anale (introversion sadique). Les femmes, du fait de l'interruption du développement de leur clitoris en organe capable de pénétrer le corps de la mère, voient son érogénéité refluer partiellement sur le vagin, les seins, voire l'ensemble du corps, trouvant dans l'identification à l'homme pénétrant et les jouissances de la grossesse une compensation imaginaire à la « perte » du pénis.
- 4. Interprétation des divers processus de l'acte sexuel
- 5. La fonction génitale individuelle

B. Partie phylogénétique
- 6. Le parallèle phylogénétique
- 7. Données relatives à la régression thalassale
- 8. Accouplement et fécondation

C. Appendice
- 9. Coït et sommeil
- 10. Conclusions bioanalytiques

## Ouvrages
- Sándor Ferenczi, 1924, Versuch einer Genitaltheorie (Essai sur la théorie de la génitalité[1]) label Int. Ps A. Vlg.
  - Traduction :
  - Première traduction revue et corrigée par l'auteur : 1929 en Hongrois : Katasztrofàk a nemi müködés fejlödésében (Catastrophe dans l'évolution de la vie sexuelle[1])
  - La troisième édition 1933-34 en Anglais :  Thalassa : A Themy of Genitality (Thalassa : une théorie de la génitalité) parution par partie dans The Psychoanalytic Quarterly Press, New York, 1933-34 (II, p. 361-403; III, p. 1-29 et 200-222), puis sous forme de livre en 1938, ed. The Psychoanalytic Quarterly Press.
  - En français : Thalassa : Psychanalyse des origines de la vie sexuelle, précédé de Masculin et féminin, Paris, Payot, 2002  (ISBN 2228896152).